# Miles of Aisles
| Recensione              | Giudizio        |
| ----------------------- | --------------- |
| AllMusic                | [ 1 ]           |
| Robert Christgau        | B-              |
| Sputnikmusic            | 4.0 (Excellent) |
| Dizionario del Pop-Rock | [ 4 ]           |
| 24.000 dischi           | [ 5 ]           |

Miles of Aisles è un doppio album discografico dal vivo a nome Joni Mitchell and The L.A. Express, pubblicato dall'etichetta discografica Asylum Records nel novembre del 1974.
L'album raccoglie brani eseguiti dal vivo dalla cantautrice canadese assieme alla band di supporto, The L.A. Express, in varie date del 1974.
Il disco arrivò al secondo posto della classifica Billboard 200 e fu certificato disco d'oro (il 27 novembre 1974) dalla RIAA, mentre il brano in versione live Big Yellow Taxi, uscito anche come singolo, arrivò al numero #24 della Billboard Hot 100, superando la precedente versione in studio (che era arrivato alla posizione #64).

## Tracce
Tutti i brani composti da Joni Mitchell.
Lato A
1. You Turn Me on, I'm a Radio – 3:55
2. Big Yellow Taxi – 3:05
3. Rainy Night House – 4:00
4. Woodstock – 4:25

Durata totale: 15:25
Lato B
1. Cactus Tree – 4:50
2. Cold Blue Steel and Sweet Fire – 5:30
3. Woman of Heart and Mind – 3:30
4. A Case of You – 4:18
5. Blue – 2:40

Durata totale: 20:48
Lato C
1. Circle Game – 5:20
2. People's Parties – 2:30
3. All I Want – 3:20
4. Real Good for Free – 4:15
5. Both Sides Now – 4:10

Durata totale: 19:35
Lato D
1. Carey – 3:20
2. The Last Time I Saw Richard – 3:45
3. Jericho – 3:30
4. Love or Money – 4:48

Durata totale: 15:23

## Musicisti
- Joni Mitchell - voce, pianoforte, chitarra, dulcimer

The L.A. Express:
- Tom Scott - strumenti a fiato (woodwinds e reeds)
- Max Bennett - basso
- John Guerin - batteria, percussioni
- Robben Ford - chitarra elettrica
- Larry Nash - pianoforte

Note aggiuntive:
- Joni Mitchell - produttore, compositrice, arrangiamenti, fotografia della copertina
- Registrazioni Live effettuate tra il 14 ed il 17 agosto 1974 al Universal Amphitheatre di Universal City, California
- Eccetto i brani: Cactus Tree, registrato al L.A. Music Center di Los Angeles, CA, il 4 marzo 1974 e Real Good for Free registrato al Berkeley Community Center di Berkeley, CA, il 2 marzo 1974
- Henry Lewy - coordinatore e ingegnere delle registrazioni
- Ken Caillat e The Wally Heider Remote Facility - assistenti ingegnere delle registrazioni
- Bernie Grundman - ingegnere della masterizzazione
- Henry Diltz - fotografie interne dell'album
- The L.A. Express - arrangiamenti

Ringraziamenti speciali a:
- Elliot Roberts
- Ron Stone
- Larry Penny Scott
- Jerry
- Tutti i tecnici del suono e delle luci dei tour[10]